# Dacne cyclochilus
Dacne cyclochilus är en skalbaggsart som beskrevs av Boyle 1954. Dacne cyclochilus ingår i släktet Dacne och familjen trädsvampbaggar. Inga underarter finns listade i Catalogue of Life.